# Молодіжна збірна СРСР з хокею із шайбою
Молодіжна збірна СРСР з хокею із шайбою — хокейна команда, складена з гравців віком не більше 20 років, яка представляла СРСР в міжнародних матчах і турнірах. Збірна ставала чемпіоном світу одинадцять разів.

## Виступи на чемпіонатах світу серед молодіжних команд
Неофіційні чемпіонати
| Рік  | Підсумкове місце | Місце проведення    |
| ---- | ---------------- | ------------------- |
| 1974 |                  | Ленінград (СРСР)    |
| 1975 |                  | Вінніпег (Канада)   |
| 1976 |                  | Тампере (Фінляндія) |

Офіційні чемпіонати
| Рік  | Підсумкове місце                        | Місце проведення                          |
| ---- | --------------------------------------- | ----------------------------------------- |
| 1977 |                                         | Банська Бистриця, Зволен (Чехословаччина) |
| 1978 |                                         | Монреаль, Квебек та ін. (Канада)          |
| 1979 |                                         | Карлстад (Швеція)                         |
| 1980 |                                         | Хельсінкі (Фінляндія)                     |
| 1981 |                                         | Аугсбург та ін. (ФРН)                     |
| 1982 | 4 місце                                 | Міннеаполіс (США)                         |
| 1983 |                                         | Ленінград (СРСР)                          |
| 1984 |                                         | Норчепінг, Нючепінг (Швеція)              |
| 1985 |                                         | Турку, Вантаа (Фінляндія)                 |
| 1986 |                                         | Гамільтон, Торонто (Канада)               |
| 1987 | дискваліфікація разом із збірною Канади | Нітра, Тренчин (Чехословаччина)           |
| 1988 |                                         | Москва (СРСР)                             |
| 1989 |                                         | Анкоридж (США)                            |
| 1990 |                                         | Гельсінкі, Турку (Фінляндія)              |
| 1991 |                                         | Саскачеван (Канада)                       |